# Brisaster latifrons
Brisaster latifrons är en sjöborreart som först beskrevs av Alexander Emanuel Agassiz 1898.  Brisaster latifrons ingår i släktet Brisaster och familjen vecksjöborrar. Inga underarter finns listade i Catalogue of Life.